# Luis Bertrán y Pijoan
Luis Bertrán y Pijoan (La Canonja, 1892-Barcelona, 1959) fue un periodista, escritor y traductor español.

## Biografía
Nacido en el municipio tarraconense de La Canonja, el 12 de julio de 1891, fue miembro de la Lliga Regionalista. Colaboró con publicaciones periódicas como La Veu de Catalunya, El Borinot, Ofrena, En Patufet, Cuca Fera, D'Ací D'Allà, La Cònsola, Dansa, Pàtria i Art, Informació Andreuenca, Calendari de La Mainada, Revista de Poesia, Arts i Bells Oficis, Gaseta de Vilafranca, L'Amic de les Arts, Revista del Centre de Lectura de Reus, La Paraula Cristiana, L'Abella d'Or y  Solidaridad Nacional. Falleció el 16 de diciembre de 1959 en Barcelona.